# Глаубер, Рой
Рой Джей Гла́убер (англ. Roy Jay Glauber; 1 сентября 1925, Нью-Йорк — 26 декабря 2018, Ньютон, Массачусетс) — американский физик-теоретик, лауреат Нобелевской премии по физике 2005 года «за вклад в квантовую теорию оптической когерентности». В течение многих лет был профессором физики в Гарвардском университете.

## Биография
Из еврейской семьи с корнями в Австро-Венгерской империи и Пруссии (со стороны отца) и России (со стороны матери). Окончил в Нью-Йорке Научную школу Бронкса — знаменитую государственную спецшколу. С 1941 года учился в Гарвардском университете в Кембридже (США). Со второго курса участвовал в Манхэттенском проекте, где занимался расчётом критической массы атомной бомбы. После двух лет участия в проекте продолжил обучение, получил степень бакалавра (1946) и докторскую степень (1949) в Гарвардском университете. С 1976 года работал профессором в Гарварде. В разные года работал временно в ЦЕРНе, Лейденском университете и Collège de France в Париже.
В 2016 году подписал письмо с призывом к Greenpeace, Организации Объединенных Наций и правительствам всего мира прекратить борьбу с генетически модифицированными организмами.

## Труды
Исследования в области квантовой оптики. Разработал математическое описание когерентного излучения. Ввел понятие сжатый свет. Также занимался столкновениями высокоэнергетических частиц и адронов.
В 2005 году получил половину Нобелевской премии по физике. Другая половина присуждена Джону Холлу и Теодору Хэншу.

## Награды и членства
- Стипендия Гуггенхайма (1957, 1972)[6]
- Премия имени Макса Борна (1985)
- Медаль Альберта Майкельсона (1985)
- Член Национальной академии наук США (1988)[7]
- Премия Дэнни Хайнемана в области математической физики (1996)
- Иностранный член Лондонского королевского общества (1997)[8]
- Нобелевская премия по физике (2005)
- Премия Уиллиса Лэмба (2006)
- Золотая медаль Высшего совета по научным исследованиям (2008)
- Являлся хранителем метлы в комитете шнобелевской премии. Был обязан подметать бумажные самолётики после процедуры вручения.

## Избранные публикации
- Глаубер Р. Оптическая когерентность и статистика фотонов. — М.: Мир, 1966.
- Глаубер Р. Теория столкновений адронов высокой энергии с ядрами // УФН. — 1971. — Т. 103. — С. 641-673. — doi:10.3367/UFNr.0103.197104d.0641.
- Глаубер Р. Дж. Сто лет квантам света: Нобелевская лекция // УФН. — 2006. — Т. 176. — С. 1342-1352. — doi:10.3367/UFNr.0176.200612h.1342.
- Glauber R.J. Quantum theory of optical coherence: Selected papers and lectures. — Wiley, 2007.